# Feldbahn im Wald von Prouilly
| Bau des Normalspur-Abstellgleises und im Hintergrund der Feldbahn bei Breuil-sur-Vesle, Januar 1917 Einschnitt der Feldbahn im Wald von Prouilly |                     |                                    |                                    |
| Spurweite: | 600 mm (Schmalspur) |                                    |                                    |
| |                     |                                    |                                    |
| \| \| \| Normalspur-Bahnstrecke Paris–Reims[1] \| \| \| \| Breuil-sur-Vesle[2][3] \| \| \| \| Wald von Prouilly \|                               |                     |                                    |                                    |
| Bahnhof quer |                     | Normalspur-Bahnstrecke Paris–Reims | Normalspur-Bahnstrecke Paris–Reims |
| Kopfbahnhof Streckenanfang (Strecke außer Betrieb)                                                                                               |                     | Breuil-sur-Vesle                   | Breuil-sur-Vesle                   |
| Kopfbahnhof Streckenende (Strecke außer Betrieb)                                                                                                 |                     | Wald von Prouilly                  | Wald von Prouilly                  |

Die Feldbahn im Wald von Prouilly war eine während des Ersten Weltkriegs von den französischen Streitkräften errichtete militärische Feldbahn von einem Abstellgleis an der Normalspur-Bahnstrecke Paris–Reims bei Breuil-sur-Vesle zur Front im Wald von Prouilly.

## Geschichte
Die Feldbahn wurde vom französischen Heer im Januar 1917, d. h. zwischen der Ersten Schlacht an der Marne (1914) und der Zweiten Schlacht an der Marne (1918) gebaut, um Munition und Nachschub zur Front im Wald von Prouilly zu transportieren. Zur steigungsarmen Trassierung der Strecke waren ungewöhnlich aufwendige Erdbewegungen mit tiefen Einschnitten erforderlich.
Bei Prouilly gab es ein großes Feldlazarett für die chirurgische Erstversorgung und Evakuierung (französisch: Hôpital d’Orientation et d’Evacuation, H.O.E.). Es war eins der acht Feldlazarette, die für die minutiös vorbereitete Nivelle-Offensive im April/Mai 1917 errichtet wurden. Das Feldlazarett in Prouilly musste zwischen dem 16. und 20. April 1917 bis zu 5700 Verwundete aufnehmen, obwohl es eigentlich nur für 1300 Verwundete ausgelegt war.
An die während des Ersten Weltkriegs in dieser Gegend gefallenen Zivilisten und die Soldaten des 15. Artillerieregiments und der 6. Schwadron des 7. Jägerregiments erinnert eine Stele an der Kirche Saint-Pierre von Prouilly.